# 平澤優花
平澤 優花（ひらさわ ゆか、1989年12月2日 - ）は、日本の元声優。かつて、ファイブ☆エイトに所属していた。東京都出身。

## 出演作品

### CM
- 昭和産業「サンフィオーレ」「グルメパスタセット」 - 1998年
- マクドナルド「スヌーピーバースデーパーティー」 - 2000年
- 任天堂「スーパーマリオアドバンス」 - 2001年
- ローソン「ロッピー」 - 2001年
- トミー「ミルモでポン!」 - 2002年
- イオン「新生活布団・カーテン」 - 2003年

### 吹き替え
- ピーター・パン（ウェンディ・モイラー・アンジェラ・ダーリング）
- リセス 〜ぼくらの休み時間〜（グレッチェン〈2代目〉）
  - リセス 〜ぼくらの夏休みを守れ!〜
- リロ・アンド・スティッチ ザ・シリーズ（グレッチェン）

### ゲーム
- キングダム ハーツII（オレット）

### 雑誌
- 主婦の友社「HanaChu」レギュラー
- 小学館「ちゃお」レギュラー

### DVD
- first DVD 平澤優花（2002年、ジーオーティー）ISBN 978-4883838103